# Joe Kraemer (Komponist)

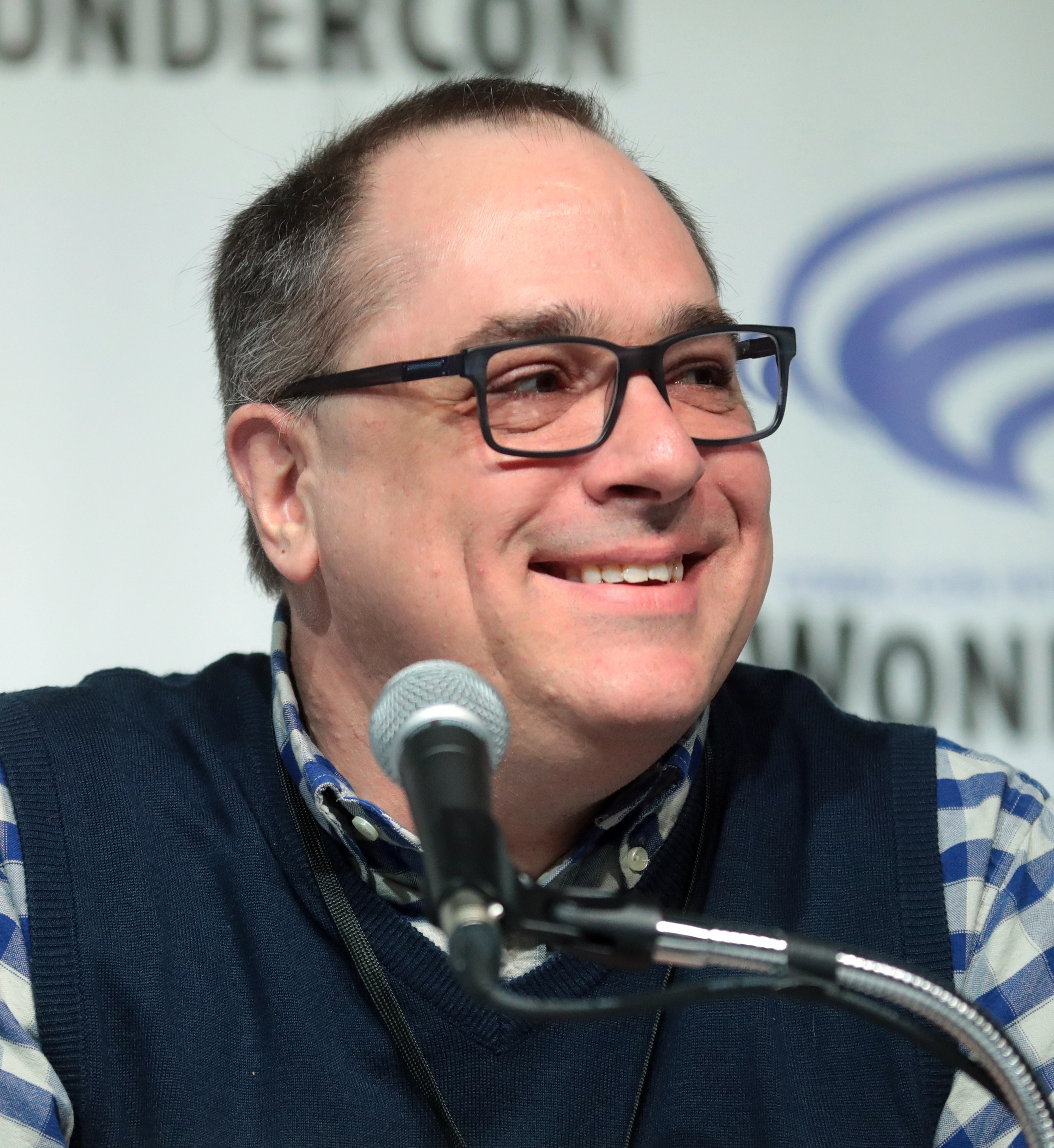
Joe Kraemer

Joe Kraemer (* 1971 in New York) ist ein US-amerikanischer Komponist im Bereich Film und Fernsehen, der durch Kompositionen für Kinoproduktionen wie The Way of the Gun, Jack Reacher oder Mission: Impossible – Rogue Nation international bekannt wurde.

## Leben und Karriere
Kraemer, geboren 1971 im Westen von New York, wuchs in Albany auf. Nach dem Besuch der High School studierte er am renommierten Berklee College of Music in Boston das Fach Filmkomposition. 1997 betreute er den von Christopher McQuarrie geschriebenen und von Regisseur Rod Holcomb inszenierten Fernsehfilm The Underworld. Danach komponierte er die Musik für die Kinofilme, wo McQuarrie auch selbst die Regie führte, nämlich für das Kriminaldrama The Way of the Gun mit Ryan Phillippe, Benicio del Toro und Juliette Lewis ebenso wie für die beiden Actionfilme mit Tom Cruise Jack Reacher 2012 und Mission: Impossible – Rogue Nation im Jahr 2015.
Neben zahlreichen anderen Kinoproduktionen, Kurz- und Dokumentarfilmen hat Joe Kraemer auch verschiedene Fernsehfilme, darunter Der Poseidon-Anschlag mit Adam Baldwin, Rutger Hauer und Steve Guttenberg in den Hauptrollen, sowie verschiedene Episoden von TV-Serien mit seiner Musik untermalt. Unter anderem schrieb er 2011 die Partituren zu sieben Folgen der Fernsehserie Femme Fatales.
Im Jahr 2012 erhielt er bei den Hollywood Music in Media Awards eine Nominierung in der Kategorie Best Original Score - Feature Film für den Film Jack Reacher. Für dieselbe Produktion wurde er 2013 mit dem BMI Film Music Award geehrt.
Joe Kraemer lebt und arbeitet in Los Angeles, Kalifornien.

## Auszeichnungen
- 2013: BMI Film & TV Award in der Kategorie BMI Film Music Award für Jack Reacher

## Filmografie (Auswahl)
| - 1998: Burn - 1999: Chi Girl - 2000: The Way of the Gun - 2000: Slammed - 2003: Hitcher Returns (The Hitcher II: I've Been Waiting) - 2004: Open House - 2004: Somewhere - 2004: Explosiv – Der Tod wartet nicht (Dynamite) - 2005: All Souls Day: Dia de los muertos - 2005: My Big Fat Independent Movie - 2006: The Darkroom - 2006: Monday - 2006: Ten 'til Noon - 2006: Room 6 - 2006: Grand Junction - 2006: The Thirst - 2010: Confession of a Gangster - 2012: Jack Reacher - 2013: Favor - 2013: Blood Moon - 2014: Stranded - 2015: Mission: Impossible – Rogue Nation - 2015: Boned - 2016: Blood Moon - 2018: The Man Who Killed Hitler and Then The Bigfoot - 2018: Cruel Hearts - 2019: Kindred Spirits - 2020: Emily und der vergessene Zauber (Faunutland and the Lost Magic) - 2022: 88 - 2022: Old Man - 2023: Fluorescent Beast - 2024: Scapegoat | - 1997: The Underworld (Fernsehfilm) - 2002: The Master Criminal (Framed, Fernsehfilm) - 2003: Hard Ground (Fernsehfilm) - 2003: Mystery Woman (Fernsehfilm) - 2003: A Time to Remember (Fernsehfilm) - 2004: A Place Called Home (Fernsehfilm) - 2004: Das Halbblut (The Trail to Hope Rose, Fernsehfilm) - 2005: Mystery Woman: Mystery Weekend (Fernsehfilm) - 2005: Mystery Woman: Snapshot (Fernsehfilm) - 2005: McBride: Murder Past Midnight (Fernsehfilm) - 2005: Mystery Woman: Sing Me a Murder (Fernsehfilm) - 2005: Hollywood Vice (Fernsehfilm) - 2005: Mystery Woman: Vision of a Murder (Fernsehfilm) - 2005: Mystery Woman: Game Time (Fernsehfilm) - 2005: Der Poseidon-Anschlag (The Poseidon Adventure, Fernsehfilm) - 2005: House of the Dead II (Fernsehfilm) - 2006: Desolation Canyon (Fernsehfilm) - 2006: Mystery Woman: At First Sight (Fernsehfilm) - 2006: Mystery Woman: Wild West Mystery (Fernsehfilm) - 2006: Where There’s a Will (Fernsehfilm) - 2006: Mystery Woman: Oh Baby (Fernsehfilm) - 2006: Mystery Woman: Redemption (Fernsehfilm) - 2006: Dead and Deader – Die Invasion der Zombies (Dead and Deader, Fernsehfilm) - 2007: Sacrifices of the Heart (Fernsehfilm) - 2007: Mystery Woman: In the Shadows (Fernsehfilm) - 2007: Jane Doe: Ties That Bind (Fernsehfilm) - 2007: Avenging Angel (Fernsehfilm) - 2007: Murder 101: If Wishes Were Horses (Fernsehfilm) - 2007: Black Friday (Fernsehfilm) - 2008: Lone Rider (Fernsehfilm) - 2011: Femme Fatales (Fernsehserie, 7 Episoden) - 2014: The Temp Agency (Fernsehminiserie) - 2017: Comrade Detective (Fernsehserie, 6 Episoden) - 2019: Pandora (Fernsehserie, 1 Episode) |